# Jules Röthlisberger

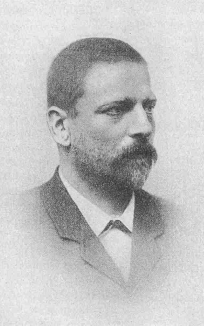
Jules Röthlisberger, ca. 1911

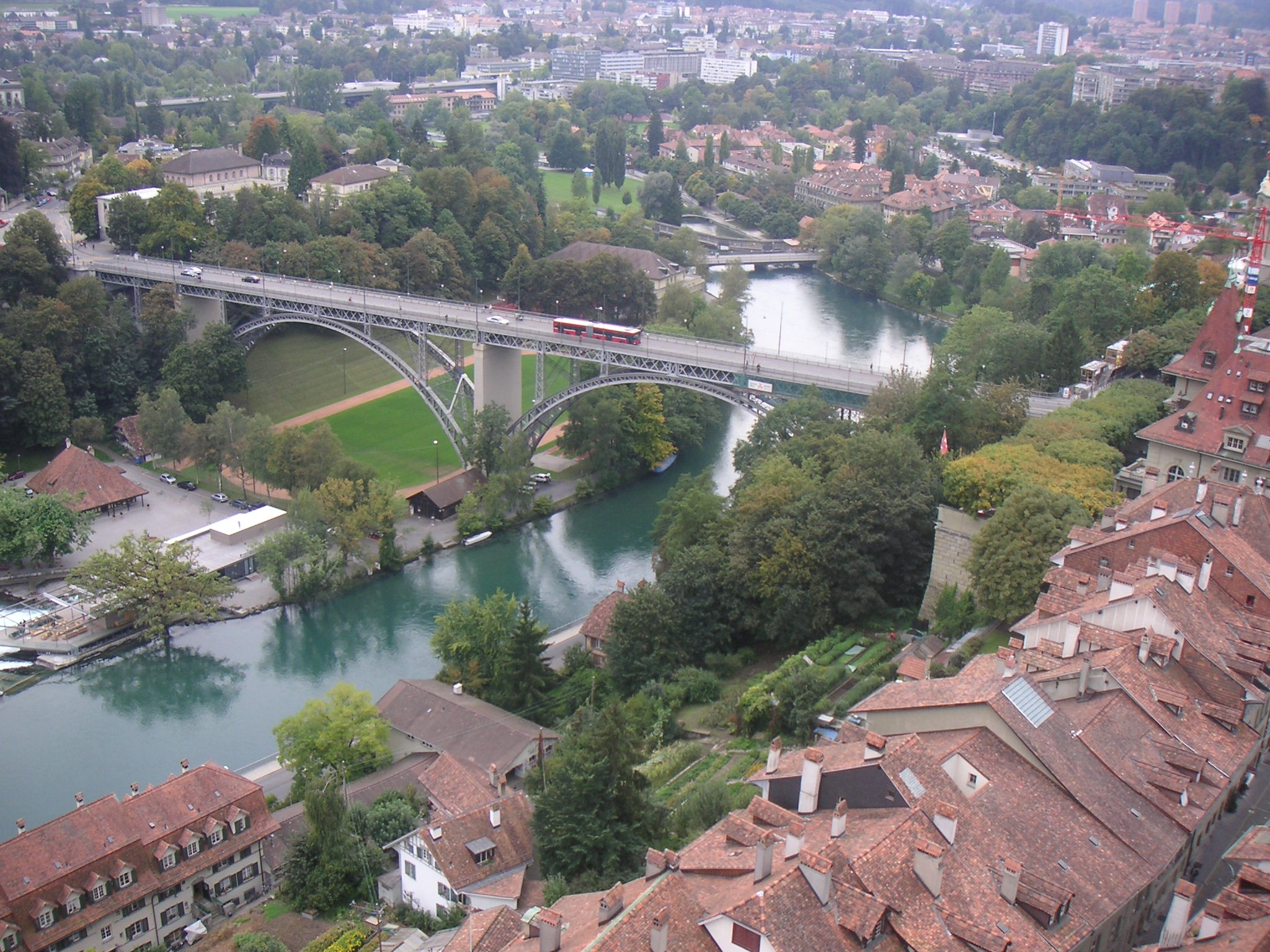
Von Jules Röthlisberger entworfene Kirchenfeldbrücke in Bern

Jules Röthlisberger (auch Giulio Rothlisberger; * 17. Februar 1851 in Neuenburg NE; † 25. August 1911 ebenda) war ein Schweizer Bauingenieur.

## Leben
Nach einem Bauingenieurstudium von 1868 bis 1872 an der Eidgenössischen Polytechnischen Schule, der späteren ETH Zürich, war er für Ott & Cie. in Bern tätig, wo er zusammen mit Moritz Probst für die Planung und die Bauüberwachung von drei grossen genieteten schweisseisernen Bogenbrücken zuständig war. Es waren dies die Javroz-Brücke bei Charmey, die Schwarzwasserbrücke bei Lanzenhäusern und die Kirchenfeldbrücke in Bern.
Wegen mangelnder Aufträge aufgrund der vom Wiener Börsenkrach ausgehenden Wirtschaftskrise eröffnete Röthlisberger nach Abschluss der Arbeiten an der Kirchenfeldbrücke eigene Ingenieurbüros 1883 in Bern und danach in Mailand, wobei er mit dem Deutschen Paul Simons zusammenarbeitete. Röthlisberger beteiligte sich zusammen mit Fives-Lille am Wettbewerb um den Bau einer Eisenbahnbrücke über die Donau in Cernavodă, Rumänien, erreichte dort aber nur eine zweite ehrenvolle Erwähnung. Der Wettbewerb wurde von Holzmann gewonnen, der eine Bogenbrücke mit aufgeständerter Fahrbahn und gemauerten Pfeilern vorschlug. Der Entwurf von Röthlisberger und Simons unterschied sich vom Siegerentwurf in den Pfeilern, die bei Holzmann nur als Auflage für die Bögen dienten, bei Röthlisberger und Simons aber bis zur Fahrbahn reichten. Das Siegerprojekt kam nicht zur Ausführung, sondern ein Entwurf des rumänischen Ingenieurs Anghel Saligny, die Anghel-Saligny-Brücke.
Röthlisberger wurde 1885 Chefingenieur der in Turin ansässigen Società Nazionale Officine di Savigliano (SNOS), die heute zu Alstom gehört. SNOS war ein wichtiges Industrieunternehmen, das Lokomotiven, Eisenbahnwaggons, Eisen- und Stahlbrücken baute. Röthlisberger war bei SNOS für den Bau zahlreicher Brücken in Italien (u. a. des Ponte San Michele über den Adda und des Ponte della Becca am Zusammenfluss des Tessins mit dem Po), in Ungarn und Rumänien verantwortlich.
Neben dieser Tätigkeit war er als Berater und Gutachter tätig. Er verfasste unter anderem eine Expertise zum Einsturz der Eisenbahnbrücke über die Birs, der als Eisenbahnunfall von Münchenstein in die Schweizer Geschichte einging.